# James Michael Harvey

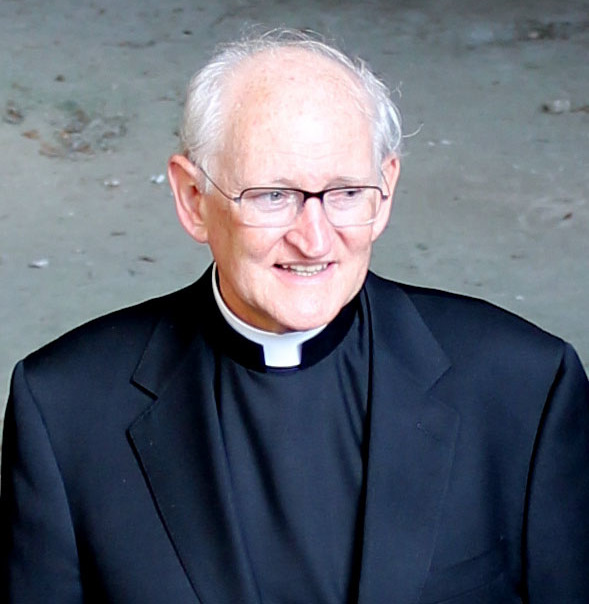
James Michael Kardinal Harvey (2013)

Kardinalswappen

James Michael Kardinal Harvey (* 20. Oktober 1949 in Milwaukee, Wisconsin, USA) ist Erzpriester der Patriarchalbasilika St. Paul vor den Mauern.

## Leben

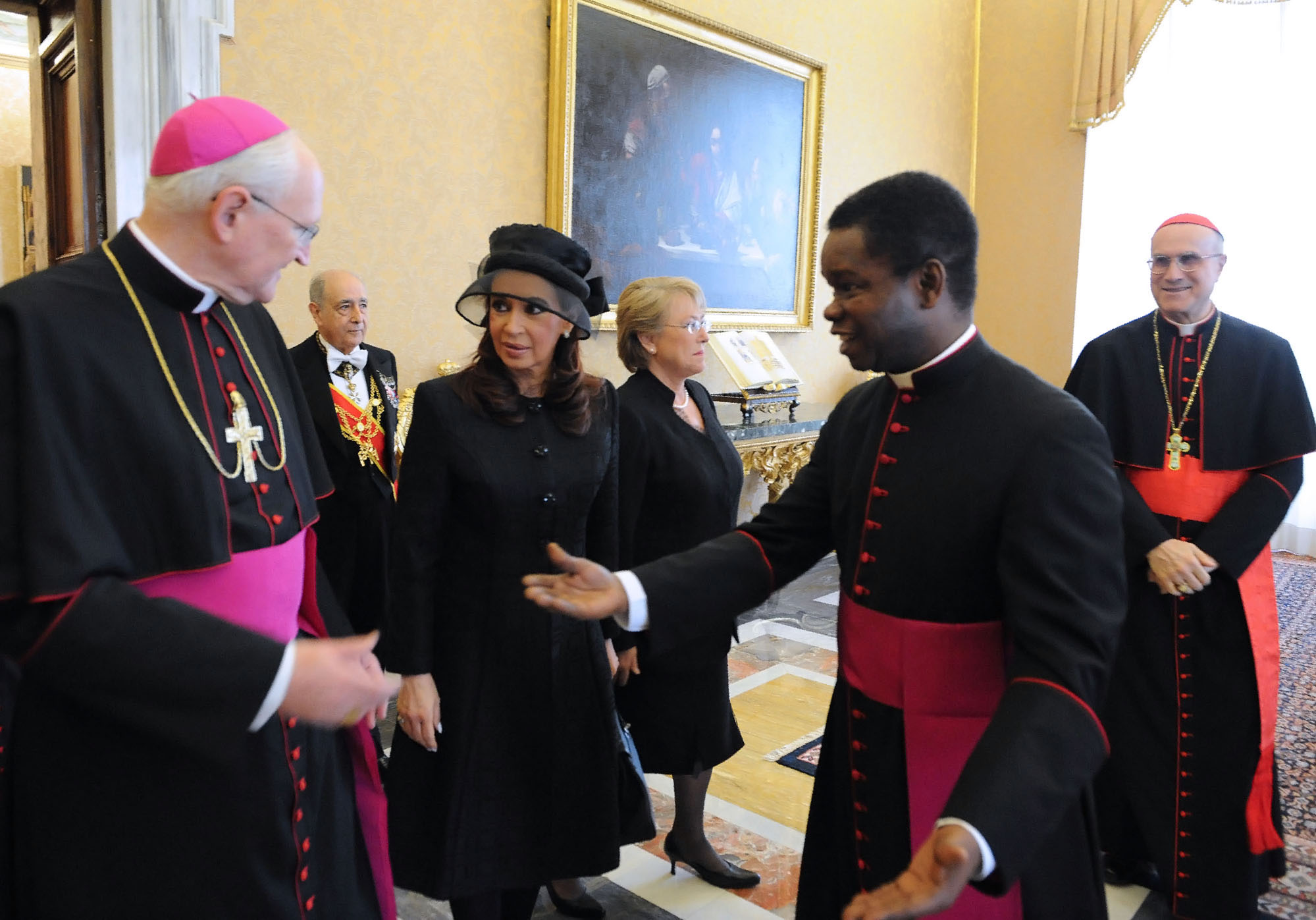
Harvey (links) als Präfekt des päpstlichen Hauses mit der argentinischen Präsidentin Cristina Fernández de Kirchner (2009)

Nach dem Studium der Katholischen Theologie und Philosophie empfing Harvey am 29. Juni 1975 in Rom durch Papst Paul VI. das Sakrament der Priesterweihe für das Erzbistum Milwaukee. Von 1976 bis 1978 absolvierte er die Päpstliche Diplomatenakademie und war Alumne des Päpstlichen Nordamerika-Kollegs. 1980 wurde er an der Päpstlichen Universität Gregoriana nach Anfertigung seiner Dissertationsschrift mit dem Thema Die Jurisdiktion des Bischofskollegiums nach Gianvincenzo Bolgeni. Eine Darstellung im Licht der Lehre von »Lumen gentium« des Zweiten Vatikanischen Konzils zum Dr. iur. can. promoviert und trat anschließend am 25. März desselben Jahres in den Diplomatischen Dienst des Heiligen Stuhls ein. Dort wirkte er zunächst als Attaché in der Päpstlichen Repräsentanz in der Dominikanischen Republik, bevor er am 10. Juli 1982 als Mitarbeiter in das Staatssekretariat des Heiligen Stuhls wechselte. Am 27. Oktober 1982 verlieh ihm Papst Johannes Paul II. den Ehrentitel Kaplan Seiner Heiligkeit (Monsignore) und am 9. November 1994 den Titel Ehrenprälat Seiner Heiligkeit.
Am 22. Juli 1997 berief ihn Johannes Paul II. zum Assessor im Staatssekretariat und ernannte ihn am 7. Februar 1998 zum Titularbischof von Memphis sowie zum Präfekten der Präfektur des Päpstlichen Hauses. Am 19. März desselben Jahres spendete er ihm im Petersdom die Bischofsweihe; Mitkonsekratoren waren der Kardinalstaatssekretär Angelo Sodano sowie der Erzbischof von Krakau, Franciszek Kardinal Macharski.
Am 29. September 2003 wurde er unter Beibehaltung seines Titularbistums zum Titularerzbischof pro hac vice ernannt.
Als Präfekt des päpstlichen Hauses hatte Harvey dem damaligen Papst Benedikt XVI. den Kammerdiener Paolo Gabriele vermittelt, dessen Entwendung und Weitergabe von Dokumenten aus der Wohnung des Papstes 2012 die erste Vatileaks-Affäre auslöste. Benedikt XVI. ersetzte Harvey daraufhin durch seinen Vertrauten und Privatsekretär Georg Gänswein und ernannte Harvey selbst am 23. November 2012 zum Erzpriester der Patriarchalbasilika St. Paul vor den Mauern. Im Konsistorium am nächsten Tag nahm er ihn als Kardinaldiakon mit der Titeldiakonie San Pio V a Villa Carpegna in das Kardinalskollegium auf.
Harveys Wahlspruch lautet Zelus domus tuae („Eifer für dein Haus“) und stammt aus Psalm 69,10 .
Nach dem Rücktritt Benedikts XVI. nahm Kardinal Harvey am Konklave 2013 teil, in dem Papst Franziskus gewählt wurde.
Im ordentlichen Konsistorium vom 1. Juli 2024 bestätigte Papst Franziskus seine Option für die Ernennung zum Kardinalpriester unter gleichzeitiger Erhebung seiner Titeldiakonie pro hac vice zur Titelkirche.

## Mitgliedschaften

### Römische Kurie
Harvey ist Mitglied folgender Dikasterien der Römischen Kurie:
- Kongregation für die Selig- und Heiligsprechungsprozesse (seit 2012[10], bestätigt 2013[11])
- Kongregation für die Evangelisierung der Völker (seit 2013)[12]
- Güterverwaltung des Apostolischen Stuhls (seit 2013)[12]
- Apostolische Signatur (seit 2021)[13]

### Ritterorden vom Heiligen Grab zu Jerusalem
James Michael Harvey wurde am 13. November 1997 mit dem Rang eines Komturs in den Ritterorden vom Heiligen Grab zu Jerusalem aufgenommen. 1998 erfolgte die Beförderung zum Komtur mit Stern. 2012 erfolgte die Ernennung zum Großkreuzritter durch Kardinal-Großmeister Edwin Frederick O’Brien.

## Ehrungen
- 1999: Großkreuz des Ordens de Isabel la Católica
- 1999: Großkreuz des Verdienstordens der Italienischen Republik
- 2008: Großes Verdienstkreuz des Verdienstordens der Bundesrepublik Deutschland